# Joachim Marx
Pour les articles homonymes, voir Marx.
Joachim Jerzy Marx, né le 31 août 1944 à Gliwice (Pologne), est un footballeur international polonais devenu entraîneur. Il a évolué au poste d'avant-centre. Il a représenté son pays aux Jeux olympiques de Munich en 1972, où il a remporté la médaille d'or. 

## Biographie
Joachim Marx  commence sa carrière au sein du club local du GKS Gliwice. En 1959, il évolue dans les ligues inférieures du pays et en 1963, il se classe deuxième de la première ligue derrière le Gwardia Varsovie.
Il passe cependant ses meilleures années au Ruch Chorzów, où il joue de 1969 à 1975, et participe à 162 matches en championnat et inscrit 66 buts. Pendant la saison 1973-1974, il obtient le titre de champion et remporte la même saison la Coupe de Pologne, où il inscrit deux buts en finale, contre le Gwardia Varsovie. Il est à nouveau champion la saison suivante.
Puis il est recruté par le RC Lens, où il fait les beaux jours du club en attaque. Il raconte que son transfert, auquel les dirigeants polonais étaient réticents, a été facilité par l'intervention du président français Valéry Giscard d'Estaing lors d'un voyage en Pologne en juin 1975. Il finit sa carrière de joueur à Nœux-les-Mines, en Division 2, tout en étant en parallèle directeur du centre de formation du club lensois.
Sa carrière internationale débute en 1966 face à Israël (0-0). Il joue au total 23 matches et inscrit 10 buts. Aux Jeux Olympiques en 1972, avec la sélection olympique, il prend part à 4 rencontres et inscrit 2 buts. 
Il connaît ensuite une carrière d'entraîneur, à Lens, La Roche-sur-Yon, Bordeaux et Châteauroux. Formateur dans l'âme, il a également formé bon nombre de joueurs internationaux. 
Éducateur au sein de la Fédération française de football, il est nommé directeur du centre de préformation de Liévin en 1995 et ce pendant onze ans. Il fait ensuite partie de la cellule de recrutement du RC Lens.

## Joueur
- 1955-1959 : GKS Sosnica  Pologne
- 1959-1963 : GKS Gliwice  Pologne
- 1963-1969 : Gwardia Varsovie  Pologne
- 1969-1975 : Ruch Chorzów  Pologne
- 1975-1979 : RC Lens  France
- 1979-1982 : US Nœux-les-Mines  France

### Palmarès

#### En club
- Champion de Pologne en 1974 et 1975 avec Ruch Chorzów
- Vainqueur de la Coupe de Pologne en 1974 avec Ruch Chorzów
- Vice-Champion de Pologne en 1970 et1973 avec Ruch Chorzów
- Vice-Champion de France en 1977 avec le RC Lens
- Finaliste de la Coupe de Pologne en 1970 avec Ruch Chorzów

#### En équipe de Pologne
- Champion Olympique en 1972

## Entraineur
- 1985-1988 : RC Lens  France
- 1988-1990 : La Roche VF  France
- 1990-1991 : Girondins de Bordeaux  France
- 1991-1993 : LB Châteauroux  France
- 1995-2006 : Centre de préformation de football de Liévin  France